# Cecil Smith
Cecil Elaine Eustace Smith (Toronto, Ontário, 14 de setembro de 1908 – 9 de novembro de 1997) foi uma patinadora artística canadense. Ela foi medalhista de prata no Campeonato Mundial de 1930 e bicampeã canadense em 1925 e 1926.

## Principais resultados

### Individual feminino
| Resultados                                            | Resultados       | Resultados    | Resultados       | Resultados      | Resultados        | Resultados    | Resultados       | Resultados       | Resultados       | Resultados    | Resultados       | Resultados    |
| Internacional                                         | Internacional    | Internacional | Internacional    | Internacional   | Internacional     | Internacional | Internacional    | Internacional    | Internacional    | Internacional | Internacional    | Internacional |
| Evento/Temporada                                      | 1922– 1923       | 1923– 1924    | 1924– 1925       | 1925– 1926      | 1926– 1927        | 1927– 1928    | 1928– 1929       | 1929– 1930       | 1930– 1931       | 1931– 1932    | 1932– 1933       |               |
| ----------------------------------------------------- | ---------------- | ------------- | ---------------- | --------------- | ----------------- | ------------- | ---------------- | ---------------- | ---------------- | ------------- | ---------------- | ------------- |
| Jogos Olímpicos                                       |                  | 6.ª           |                  |                 |                   | 5.ª           |                  |                  |                  |               |                  |               |
| Campeonato Mundial                                    |                  |               |                  |                 |                   |               |                  | Medalha de prata |                  |               |                  |               |
| Campeonato Norte-Americano                            |                  |               | Medalha de prata |                 | Medalha de bronze |               |                  |                  |                  |               | Medalha de prata |               |
| Nacional                                              |                  |               |                  |                 |                   |               |                  |                  |                  |               |                  |               |
| Campeonato Canadense                                  | Medalha de prata |               | Medalha de ouro  | Medalha de ouro | Medalha de prata  |               | Medalha de prata |                  | Medalha de prata |               | Medalha de prata |               |
|                                                       |                  |               |                  |                 |                   |               |                  |                  |                  |               |                  |               |
| Legenda: Competição não foi disputada nesta temporada |                  |               |                  |                 |                   |               |                  |                  |                  |               |                  |               |

### Duplas com Melville Rogers
| Resultados                                            | Resultados        | Resultados    | Resultados    | Resultados    | Resultados    | Resultados    | Resultados    | Resultados    | Resultados    | Resultados    | Resultados    | Resultados    |
| Internacional                                         | Internacional     | Internacional | Internacional | Internacional | Internacional | Internacional | Internacional | Internacional | Internacional | Internacional | Internacional | Internacional |
| Evento/Temporada                                      | 1922– 1923        | 1923– 1924    |               |               |               |               |               |               |               |               |               |               |
| ----------------------------------------------------- | ----------------- | ------------- | ------------- | ------------- | ------------- | ------------- | ------------- | ------------- | ------------- | ------------- | ------------- | ------------- |
| Jogos Olímpicos                                       |                   | 7.ª           |               |               |               |               |               |               |               |               |               |               |
| Nacional                                              |                   |               |               |               |               |               |               |               |               |               |               |               |
| Campeonato Canadense                                  | Medalha de bronze |               |               |               |               |               |               |               |               |               |               |               |
|                                                       |                   |               |               |               |               |               |               |               |               |               |               |               |
| Legenda: Competição não foi disputada nesta temporada |                   |               |               |               |               |               |               |               |               |               |               |               |

### Duplas com Stewart Reburn
| Resultados           | Resultados        | Resultados | Resultados | Resultados | Resultados | Resultados | Resultados | Resultados | Resultados | Resultados | Resultados | Resultados |
| Nacional             | Nacional          | Nacional   | Nacional   | Nacional   | Nacional   | Nacional   | Nacional   | Nacional   | Nacional   | Nacional   | Nacional   | Nacional   |
| Evento/Temporada     | 1930– 1931        |            |            |            |            |            |            |            |            |            |            |            |
| -------------------- | ----------------- | ---------- | ---------- | ---------- | ---------- | ---------- | ---------- | ---------- | ---------- | ---------- | ---------- | ---------- |
| Campeonato Canadense | Medalha de bronze |            |            |            |            |            |            |            |            |            |            |            |
|                      |                   |            |            |            |            |            |            |            |            |            |            |            |